# Sender Hoher Meißner
Der Sender Hoher Meißner auf dem Hohen Meißner ist ein wichtiger Sendestandort des Hessischen Rundfunks (HR) für UKW und digitales Fernsehen (DVB-T) im Nordosten des Regierungsbezirks Kassel in Hessen.

## Geschichte und Anlagenbeschreibung
Nach Errichtung der ersten Sendeanlagen nahm der Hessische Rundfunk im April 1952 den Versuchsbetrieb mit Mittelwelle für den Hörfunk auf, der nach erfolgreichem Abschluss im Juni 1952 in den Regelbetrieb überging.
Drei Jahre später wurde daneben der Fernsehsender auf dem Hohen Meißner in Betrieb genommen. Bis zur Umstellung auf DVB-T am 25. Mai 2006 wurde das analoge Fernsehen auf den Kanälen 7 (ARD), 32 (ZDF) und 55 (HR) ausgestrahlt.
Der Mittelwellensender (594 kHz, 100 kW), der im Gleichwellennetz mit dem Sender Weiskirchen betrieben wurde am 1. Januar 2010 abgeschaltet, da der Hessische Rundfunk aus Kostengründen komplett auf die Mittelwelle verzichtete. Der Hauptsendemast für Mittelwelle auf dem Hohen Meißner war bereits 1995 abgerissen worden, der zunächst weitergenutzte dazugehörige Reservesendemast folgte am 16. März 2015.
Am 3. September 2019 ereignete sich an einem der Masten ein Unfall mit drei Toten, als eine Wartungsgondel mit drei Arbeitern einer Fremdfirma, die mit dem Aufbau einer neuen Antenne für den DAB+-Empfang beschäftigt waren, aus 50 Metern Höhe abstürzte. Die Arbeiter im Alter zwischen 27 und 56 Jahren wurden dabei eingeklemmt und starben sofort. Ursache war offenbar ein technischer Defekt, weshalb die Staatsanwalt Ermittlungen aufnahm. Am 19. Juni 2023 stellte das Amtsgericht Eschwege das Verfahren gegen den Geschäftsführer der Firma gegen Zahlung einer Entschädigung von insgesamt 60.000 Euro an die Familien der drei Todesopfer ein; ein Elektriker, der für die Wartung der Gondel verantwortlich war, wurde freigesprochen, weil ihm ein Verschulden nicht nachgewiesen werden konnte. Der Anwalt der Nebenklage kündigte an, gegen das Urteil in Revision zu gehen.

### Sendegebiet des Hohen Meißners
Den Sender Hoher Meißner kann man auf Grund der topographischen Lage sehr weit hören. So sind die UKW-Frequenzen beispielsweise in Nord-, Mittel- und Osthessen, im anschließenden Thüringen, sowie in Teilen von Sachsen-Anhalt (bis fast an die Elbe) und in Nordwest-Sachsen zu empfangen. Außerdem ist er im angrenzenden Sauerland, was zu Nordrhein-Westfalen gehört, zu hören. Das weiteste Sendegebiet Richtung Norden ist hinter Hannover in Niedersachsen. Im Süden und Südosten kann man den Meißner bis ins oberfränkische und unterfränkische Mittelgebirge hören, zum Teil in guter Ortssenderqualität. In der Rhön ist der Meißner neben dem Sender Großer Feldberg und dem Sender Heidelstein in bester stereophoner Qualität zu empfangen. Die Überreichweiten können auch bis in die Oberpfalz, ins nördliche Oberbayern, oder auch nach Schwaben reinreichen. Der Meißner hat damit ein extrem großes Sendegebiet, das weit über das Kernsendegebiet des Regierungsbezirks Kassel hinausgeht. Die stärksten Frequenzen sind die 99,0 (hr1), die 89,5 (hr3) sowie die 105,1 (FFH). Die 89,5 MHz kann man durchgängig von Bad Kissingen bis Hannover hören. Auf der A4 geht die Frequenz bis fast Jena gut rein. In Magdeburg kann man mit gutem Empfangsgerät auch noch den Meißner empfangen, sodass der Sender fast schon der reichweitenstärkste des Hessischen Rundfunks ist.

## Bauwerke
Antennenbauwerke bzw. Sendeanlagen auf dem Hohen Meißner:

### Existierende Sendemasten
- 220 m hoher geerdeter, abgespannter Stahlfachwerkturm für UKW und TV (errichtet 1964/65)
- 155 m hoher geerdeter, abgespannter Stahlfachwerkmast, der eine Reusenantenne für Mittelwelle und Richtfunkantennen trägt
- 40 m hoher freistehender Stahlfachwerkturm mit Mobilfunk-Antennen und UKW-Reserveantennen

### Ehemalige Sendemasten
- 95 m hoher gegen Erde isolierter Stahlrohrmast als Reserveantenne für Mittelwelle (Baujahr 1951); 2015[2] abgerissen
- 160 m hoher gegen Erde isolierter, abgespannter Stahlrohrmast als Sendemast für Mittelwelle (Baujahr 1951); 1995 abgerissen

## Heutige Frequenzen und Programme

### Analoger Hörfunk (UKW)
In UKW werden folgende Programme ausgestrahlt:
| Frequenz (MHz) | Programm      | RDS PS                      | RDS PI                | Regionalisierung  | ERP (kW) | Antennendiagramm rund (ND)/gerichtet (D) | Polarisation horizontal (H)/vertikal (V) |
| -------------- | ------------- | --------------------------- | --------------------- | ----------------- | -------- | ---------------------------------------- | ---------------------------------------- |
| 99,0           | hr1           | __hr1___                    | D361                  | –                 | 100      | ND                                       | H                                        |
| 95,5           | hr2-kultur    | __hr2___                    | D362                  | –                 | 100      | ND                                       | H                                        |
| 89,5           | hr3           | __hr3___                    | D363                  | –                 | 100      | ND                                       | H                                        |
| 101,7          | hr4           | hr4_Nord, __hr4___          | D564 (regional), D364 | Nordost-Hessen    | 100      | ND                                       | H                                        |
| 105,1          | Hit Radio FFH | _FFH-KS_, HITRADIO/___FFH__ | D468 (regional), D368 | Nordhessen/Kassel | 100      | ND                                       | H                                        |

1. 1 2 3 4 5  Manchmal dynamisch mit Sendungsinformationen, Musiktitelinformationen oder Webadressen
2. ↑  Dynamisch, teilweise mit Nachrichten

### Digitaler Hörfunk (DAB/DAB+)
Seit 30. November 2015 wird von diesem Sender auch digitaler Hörfunk ausgestrahlt. In DAB/DAB+ werden folgende Programme ausgestrahlt:
| Block                       | Programme | ERP (in kW) | Antennendiagramm rund (ND)/ gerichtet (D) | Polarisation vertikal (V), horizontal (H) | Gleichwellennetz (SFN) |
| --------------------------- | --- | ----------- | ----------------------------------------- | ----------------------------------------- | --- |
| 5C DRDeutschland (D__00188) | DAB+ Block der Media Broadcast: - Absolut relax (72 kbps) - Dlf (104 kbps) - Dlf Kultur (112 kbps) - Dlf Nova (104 kbps) - DRadio DokDeb (48 kbps) - Energy Digital (72 kbps) - ERF Plus (64 kbps) - Klassik Radio (72 kbps) - Radio Bob (72 kbps) - Radio Horeb (48 kbps) - Radio Schlagerparadies (64 kbps) - Schwarzwaldradio (64 kbps) - sunshine live (72 kbps) - DRadio Daten (32 kbps Daten) - EPG Deutschland (16 kbps Daten) - TPEG (16 kbps Daten) - TPEG_MM (16 kbps Daten) | 10          | ND                                        | V                                         | - Baden-Württemberg: Aalen, Baden-Baden (Fremersberg), Bad Mergentheim, Blauen, Brandenkopf, Donaueschingen, Feldberg im Schwarzwald, Freiburg (Vogtsburg-Totenkopf), Geislingen (Oberböhringen), Großerlach (Hohe Brach), Heidelberg (Königstuhl), Heilbronn (Schweinsberg), Hochrhein (Rickenbach), Hornisgrinde, Pforzheim (Schömberg-Langenbrand), Raichberg, Ravensburg (Höchsten), Reutlingen, Stuttgart (Frauenkopf), Ulm (Kuhberg) - Bayern: Amberg (Hirschau), Aschaffenburg (Pfaffenberg), Augsburg (Hotelturm), Bad Tölz (Gaißach), Bamberg (Geisberg), Büttelberg, Brotjacklriegel, Dillberg, Grünten, Herzogstand, Hochberg (Traunstein), Hoher Bogen, Inntal (Ebbs), Ingolstadt (Gelbelsee), Kreuzberg/Rhön, Landshut (Altdorf), München (Olympiaturm), Nennslingen (Büchelberg), Nürnberg, Oberammergau, Ochsenkopf, Passau, Pfänder, Pfaffenhofen, Pfarrkirchen, Pfronten, Regensburg (Hohe Linie), Unterringingen, Untersberg, Wendelstein (Bayrischzell), Würzburg (Frankenwarte) - Berlin: Berlin (Alexanderplatz), Berlin (Scholzplatz) - Brandenburg: Bad Belzig, Booßen, Brandenburg/Havel, Calau, Casekow, Cottbus, Eisenhüttenstadt, Petkus, Pritzwalk, Templin - Bremen: Bremen (Walle), Bremerhaven-Schiffdorf - Hamburg: Hamburg (Moorfleet), Hamburg (Heinrich-Hertz-Turm) - Hessen: Bad Hersfeld (Rimberg), Biedenkopf (Sackpfeife), Fulda (Hummelskopf), Frankfurt (Europaturm), Gelnhausen (Schnepfenkopf), Gießen (Dünsberg), Großer Feldberg, Hardberg, Hohe Wurzel, Hoher Meißner, Kassel (Habichtswald), Mainz-Kastel - Mecklenburg-Vorpommern: Garz (Rügen), Güstrow, Malchin, Neubrandenburg-Süd, Rostock (Toitenwinkel), Röbel, Schwerin (Zippendorf-Gr.Dreesch), Torgelow, Wismar/Rüggow, Züssow - Niedersachsen: Aurich-Popens, Braunschweig (Broitzem), Braunschweig (Drachenberg), Cuxhaven-Stadt, Dannenberg, Göttingen (Bovenden-Osterberg), Hannover (Telemax), Lingen, Lüneburg-Neu Wendhausen, Molbergen-Peheim, Osnabrück (Bramsche-Schleptruper Egge), Hildesheim (Sibbesse), Steinkimmen, Uelzen, Visselhövede, Wilhelmshaven - Nordrhein-Westfalen: Aachen (Karlshöhe), Bielefeld (Hünenburg), Bonn (Venusberg), Dortmund (Florianturm), Düsseldorf (Rheinturm), Eggegebirge, Herscheid, Hochsauerland (Hunau), Hürtgenwald-Großhau, Köln (Colonius), Langenberg, Lügde-Rischenau (Köterberg), Minden (Jakobsberg), Münster (Fernmeldeturm), Schöppingen, Siegen-Süd, Wesel - Rheinland-Pfalz: Bad Kreuznach (Schanzenkopf), Bad Marienberg (Westerwald), Bornberg, Daun (Eifel), Edenkoben (Kalmit), Heckenbach-Schöneberg (Ahrweiler), Idar-Oberstein, Kaiserslautern, Kettrichhof, Koblenz (Kühkopf), Trier (Petrisberg) - Saarland: Merzig-Merchingen, Saarbrücken (Schoksberg) - Sachsen: Chemnitz, Dresden, Geyer, Leipzig, Löbau, Neustadt, Oschatz, Schöneck, Zwickau Ost - Sachsen-Anhalt: Brocken, Burg, Dequede, Petersberg, Pettstädt (Weißenfels), Schneidlingen, Wittenberg - Schleswig-Holstein: Bungsberg, Flensburg, Heide, Helgoland, Hennstedt, Kiel (Kronshagen), Lübeck (Stockelsdorf), Schleswig, Niebüll (Süderlügum), Westerland (Sylt) - Thüringen: Bleßberg (Sonneberg), Erfurt-Hochheim, Gera, Inselsberg, Jena (Oßmaritz), Kulpenberg, Saalfeld (Remda), Lobenstein (Sieglitzberg), Weimar (Ettersberg) |
| 6A HESSEN NORD (D__00398)   | DAB-Multiplex der Hessen Digital Radio: - bigFM Hessen (72 kbps) - Freies Radio Kassel (64 kbps) - 80er Radio Harmony (80 kbps) - Hit Radio FFH (KS) (80 kbps) - Hit Radio FFH (FD) (80 kbps) - Hit Radio FFH (GI) (80 kbps) - Oldie Antenne (72 kbps) - planet radio (80 kbps) - Radio Bollerwagen (72 kbps) - Radio Teddy (56 kbps) - Radio Unerhört Marburg (64 kbps) - Radio Vidovdan (72 kbps) - RundFunk Meißner (64 kbps) - The Wolf Hessen (72 kbps)                           | 5           | D                                         | V                                         | Biedenkopf (Sackpfeife), Fulda (Hummelskopf), Gießen (Dünsberg), Habichtswald, Hoher Meißner |
| 7B hr Radio (D__30122)      | DAB+-Multiplex des HR: - hr1 Rhein-Main (Süd) (88 kbps) - hr1 Nordhessen (Nord) (88 kbps) - hr1 Mittelhessen (Mitte) (88 kbps) - hr2 (136 kbps) - hr3 Rhein-Main (Süd) (88 kbps) - hr3 Nordhessen (Nord) (88 kbps) - hr3 Mittelhessen (Mitte) (88 kbps) - hr4 Rhein-Main (Süd) (88 kbps) - hr4 Nordhessen (Nord) (88 kbps) - hr4 Mittelhessen (Mitte) (88 kbps) - YOU FM (88 kbps) - hr-iNFO (88 kbps) - hr EPG (32 kbps) - hr journaline (32 kbps) - hr TPEG (32 kbps)                | 6           | D                                         | V                                         | - Nordhessen: Habichtswald, Hoher Meißner, Holzminden-Neuhaus, Haina/Hohes Lohr (geplant) - Osthessen: Heidelstein/Rhön, Kreuzberg, Rimberg, Schlüchtern, Bad Hersfeld (Wippershainer Höhe) (geplant) - Mittelhessen: Biedenkopf (Sackpfeife), Diez/Lahntal, Gießen (Dünsberg), Herborn-Burg, Driedorf/Höllberg (Westerwald), Hoherodskopf (Vogelsberg) (geplant) - Rhein/Main: Großer Feldberg (Taunus), Frankfurt (Europaturm), Gelnhausen (Schnepfenkopf), Hohe Wurzel, Mainz-Kastel - Südhessen: Darmstadt-Weiterstadt, Hardberg, Würzberg, Krehberg (Odenwald) (geplant) |

### Digitales Fernsehen (DVB-T2)
Am 8. November 2017 endete die Ausstrahlung von DVB-T-Programmen und der Regelbetrieb von DVB-T2 HD wurde aufgenommen. Es werden im DVB-T2-Standard die Programme der ARD (hr-Mux) und des ZDF im HEVC-Videokodierverfahren und in Full-HD-Auflösung gesendet.
Die DVB-T2 HD-Ausstrahlungen vom Sender Hoher Meißner laufen im Gleichwellenbetrieb (Single Frequency Network) mit anderen Sendestandorten.
| Kanal | Frequenz (MHz) | Multiplex                                                | Programme im Multiplex                                                                                | ERP (kW) | Antennendiagramm rund (ND)/ gerichtet (D) | Polarisation horizontal (H) / vertikal (V) | Modulationsverfahren | FEC | Guardintervall | Bitrate (MBit/s) | Gleichwellennetz (SFN)                                         |
| ----- | -------------- | -------------------------------------------------------- | --- | -------- | ----------------------------------------- | ------------------------------------------ | -------------------- | --- | -------------- | ---------------- | -------------------------------------------------------------- |
| 46    | 674            | ARD Digital (hr)                                         | - Das Erste HD - Phoenix HD - arte HD - tagesschau24 HD - one HD                                      | 50       | ND                                        | H                                          | 64-QAM (16k-Modus)   | 1/2 | 19/128         | 18,34            | Hoher Meißner, Habichtswald, Kassel-Söhrewald                  |
| 29    | 538            | ARD regional (hr) Nord                                   | - hr-fernsehen HD - MDR Thüringen HD - NDR FS NDS HD - SWR RP HD - WDR HD Köln                        | 50       | ND                                        | H                                          | 64-QAM (16k-Modus)   | 3/5 | 19/128         | 22,00            | Hoher Meißner, Habichtswald, Kassel-Söhrewald, Rimberg         |
| 35    | 586            | Substream 0: ZDF (ZDFmobil) Substream 1: MEDIA BROADCAST | Substream 0: - ZDF HD - ZDFinfo HD - zdf_neo HD - 3sat HD - KiKA HD Substream 1: - freenet.TV connect | 50       | ND                                        | H                                          | 64-QAM (16k-Modus)   | 3/5 | 19/128         | 22,00            | Hoher Meißner, Habichtswald, Kassel-Söhrewald, Göttingen/Espol |

## Ehemalige Frequenzen und Programme

### Digitales Fernsehen (DVB-T)
Die DVB-T Ausstrahlungen auf dem Mast von Media Broadcast laufen seit 29. Mai 2006 und werden über das Gleichwellennetz (Single Frequency Network) mit anderen Sendestandorten betrieben. Sie endeten am 8. November 2017.
| Kanal | Frequenz (MHz) | Multiplex                    | Programme im Multiplex                                                                      | ERP (kW) | Antennendiagramm rund (ND)/ gerichtet (D) | Polarisation horizontal (H) / vertikal (V) | Modulationsverfahren | FEC | Guardintervall | Bitrate (MBit/s) | Gleichwellennetz (SFN)                       |
| ----- | -------------- | ---------------------------- | ------------------------------------------------------------------------------------------- | -------- | ----------------------------------------- | ------------------------------------------ | -------------------- | --- | -------------- | ---------------- | -------------------------------------------- |
| 32    | 562            | ARD Digital (hr)             | - Das Erste (hr) - Phoenix - ARTE - tagesschau24                                            | 50       | ND                                        | H                                          | 16-QAM (8-k-Modus)   | 2/3 | 1/4            | 13,27            | Hoher Meißner, Habichtswald, Angelburg       |
| 55    | 746            | ARD regional (hr) Nordhessen | - hr-fernsehen - NDR Fernsehen Niedersachsen - MDR Fernsehen Thüringen - WDR Fernsehen Köln | 50       | ND                                        | H                                          | 16-QAM (8-k-Modus)   | 2/3 | 1/4            | 13,27            | Hoher Meißner, Habichtswald                  |
| 42    | 642            | ZDFmobil                     | - ZDF - 3sat - ZDFinfo - KiKA (06–21:00 Uhr) / ZDFneo (21-06:00 Uhr)                        | 50       | ND                                        | H                                          | 16-QAM (8-k-Modus)   | 2/3 | 1/4            | 13,27            | Hoher Meißner, Habichtswald, Göttingen/Espol |

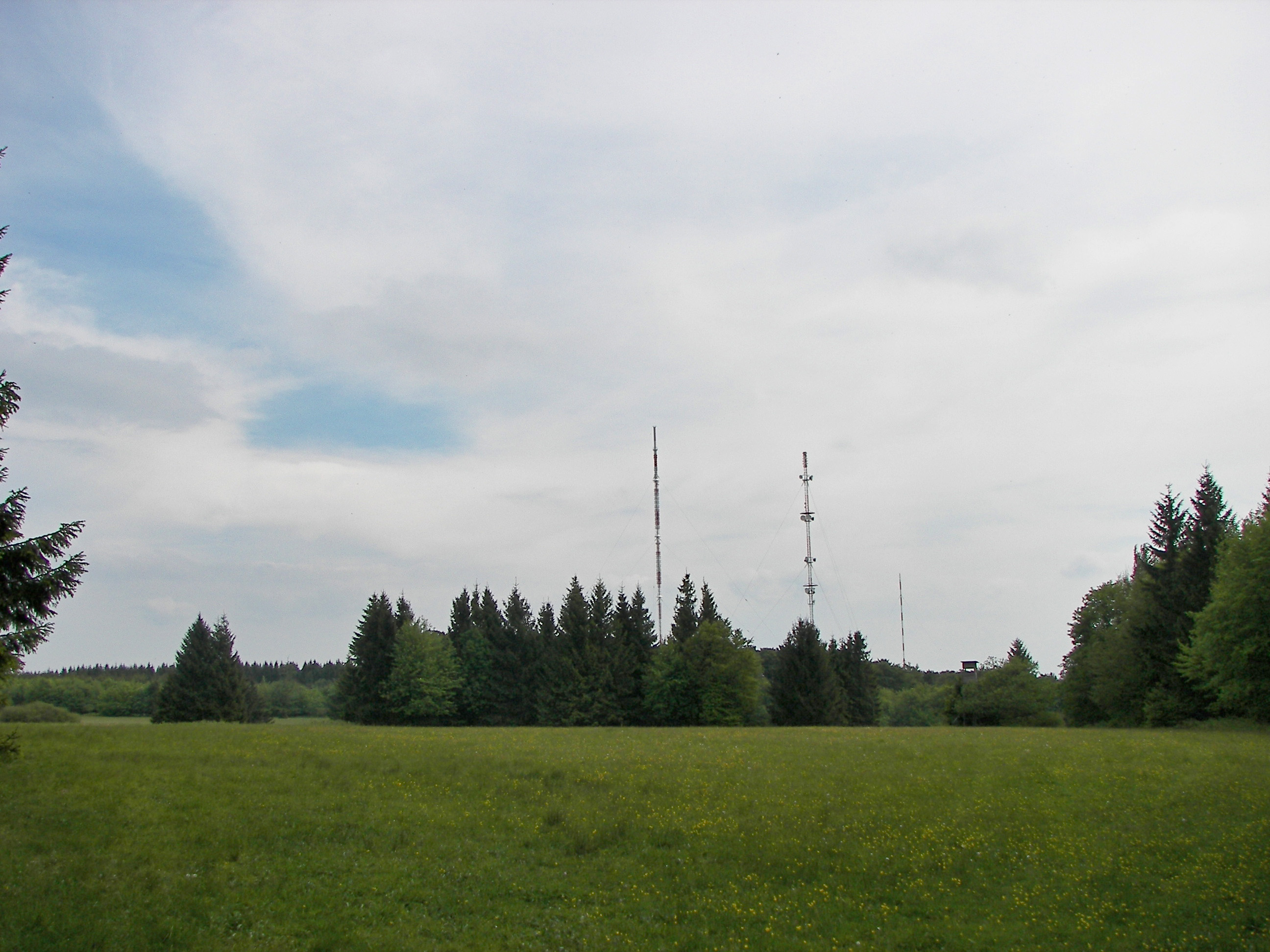
Sendeanlagen

### Analoges Fernsehen (PAL)
Vor der Umstellung auf DVB-T diente der Sendestandort weiterhin für analoges Fernsehen:
| Kanal | Frequenz (MHz) | Programm       | ERP (kW) | Sendediagramm rund (ND)/ gerichtet (D) | Polarisation horizontal (H)/ vertikal (V) |
| ----- | -------------- | -------------- | -------- | -------------------------------------- | ----------------------------------------- |
| 7     | 189,25         | Das Erste (HR) | 100      | ND                                     | H                                         |
| 32    | 559,25         | ZDF            | 390      | ND                                     | H                                         |
| 55    | 743,25         | hr-fernsehen   | 470      | ND                                     | H                                         |

### Analoger Hörfunk (MW)
Nach langjähriger Ausstrahlung von hr1 wurden von 1998 an verschiedene Programme, u. a. hr-chronos ausgestrahlt. Vom 30. August 2004 wurde fortan hr-info mit Sondersendungen und Ausländerprogrammen (hr-info plus) ausgestrahlt. Der Sender arbeitete im Gleichwellenbetrieb mit dem Sender Weiskirchen.
| Frequenz (kHz) | Programm                                                  | Regionalisierung | ERP (kW) | Sendediagramm rund (ND)/gerichtet (D) | Polarisation horizontal (H)/vertikal (V) |
| -------------- | --------------------------------------------------------- | ---------------- | -------- | ------------------------------------- | ---------------------------------------- |
| 594            | hr-info mit Sonder- und Ausländersendungen (hr-info plus) | –                | 100      | ND                                    | V                                        |

Der Mittelwellensender wurde am 1. Januar 2010 um 00:05 Uhr aus Kostengründen abgeschaltet.

### Galerie

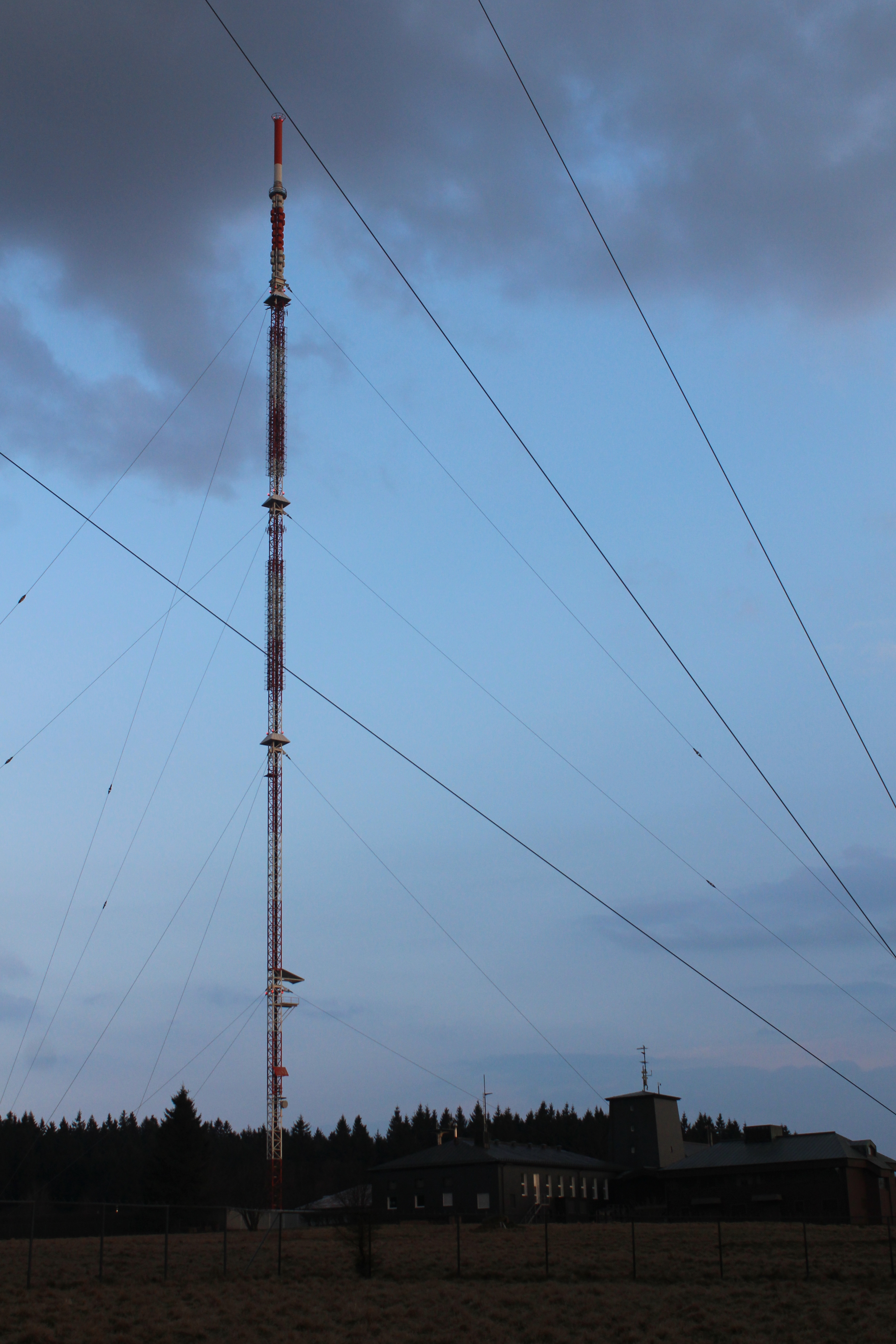
Sendemast für UKW und TV auf dem Hohen Meißner mit Sendergebäude
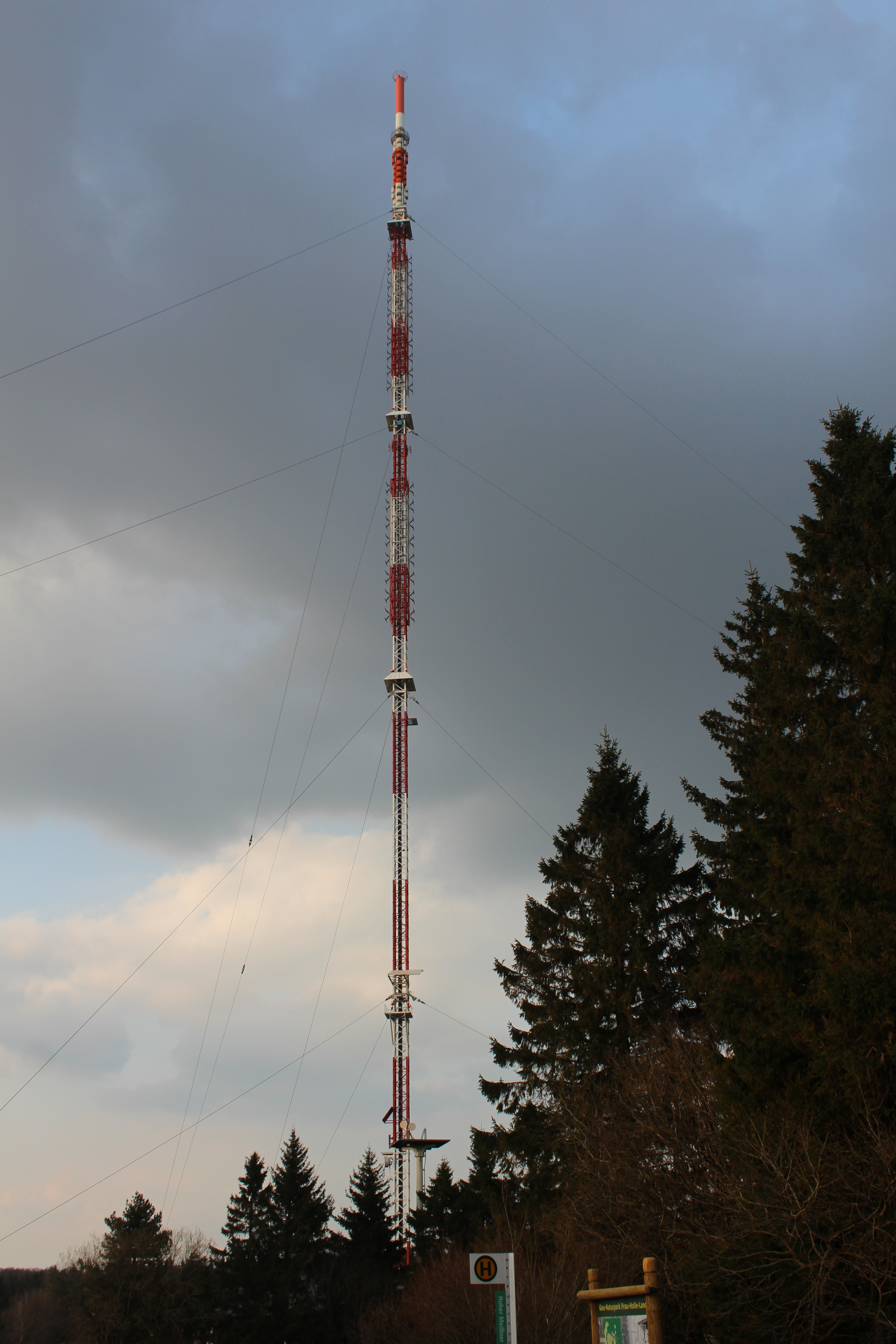
Sendemast für UKW und TV auf dem Hohen Meißner
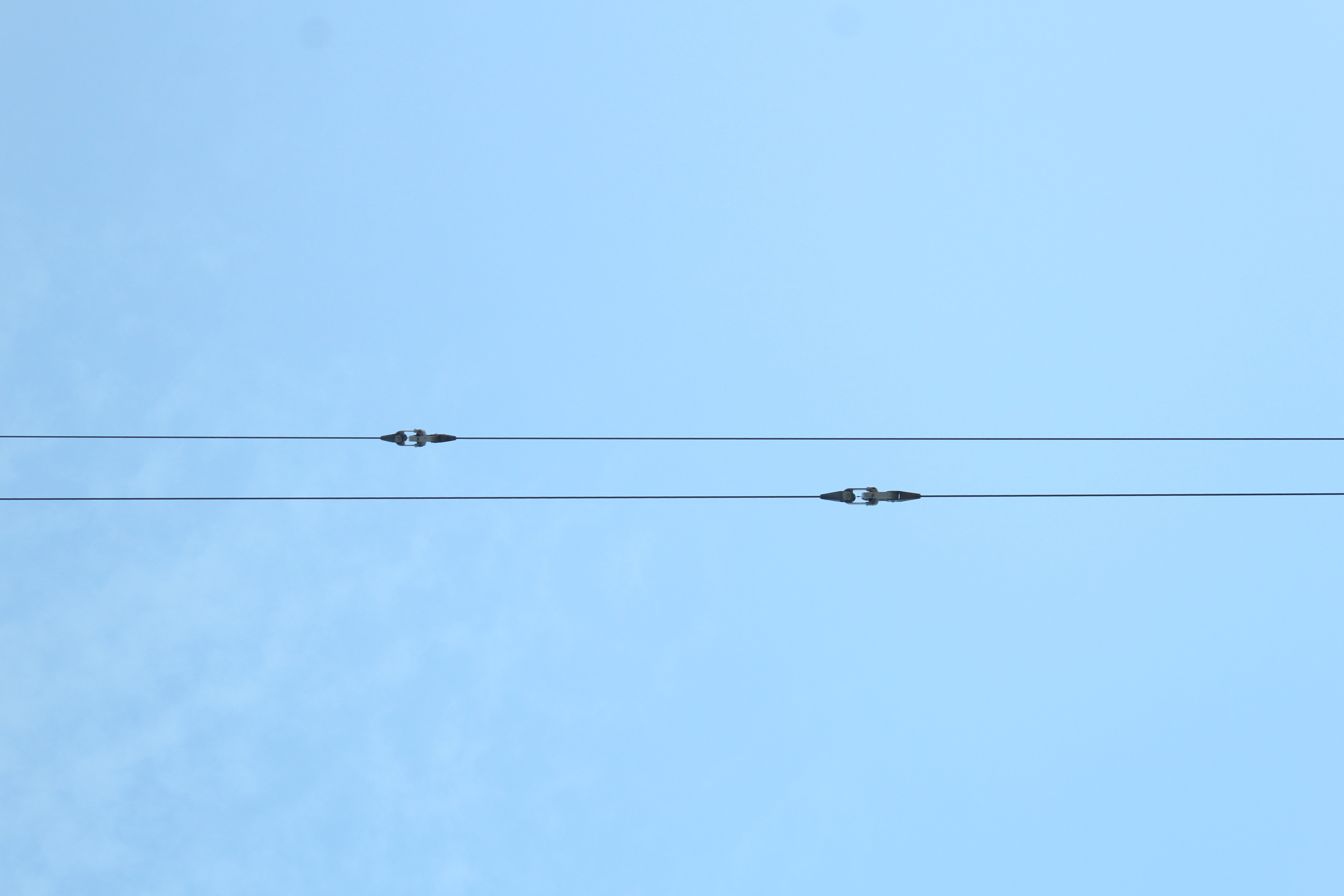
Isolatoren in den Abspannseilen des UKW-/TV-Sendemasten
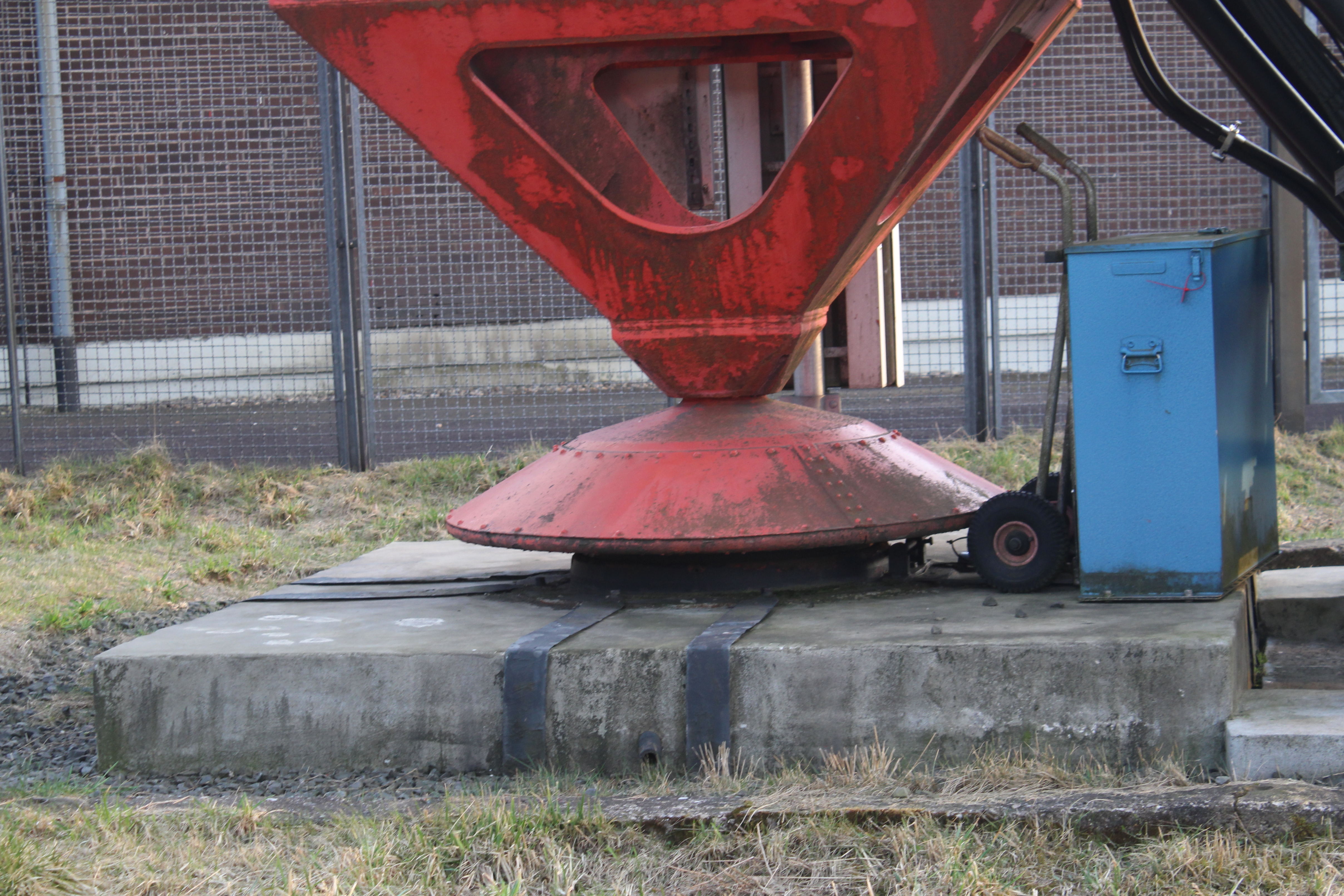
Fuß des UKW-/TV-Sendemasten
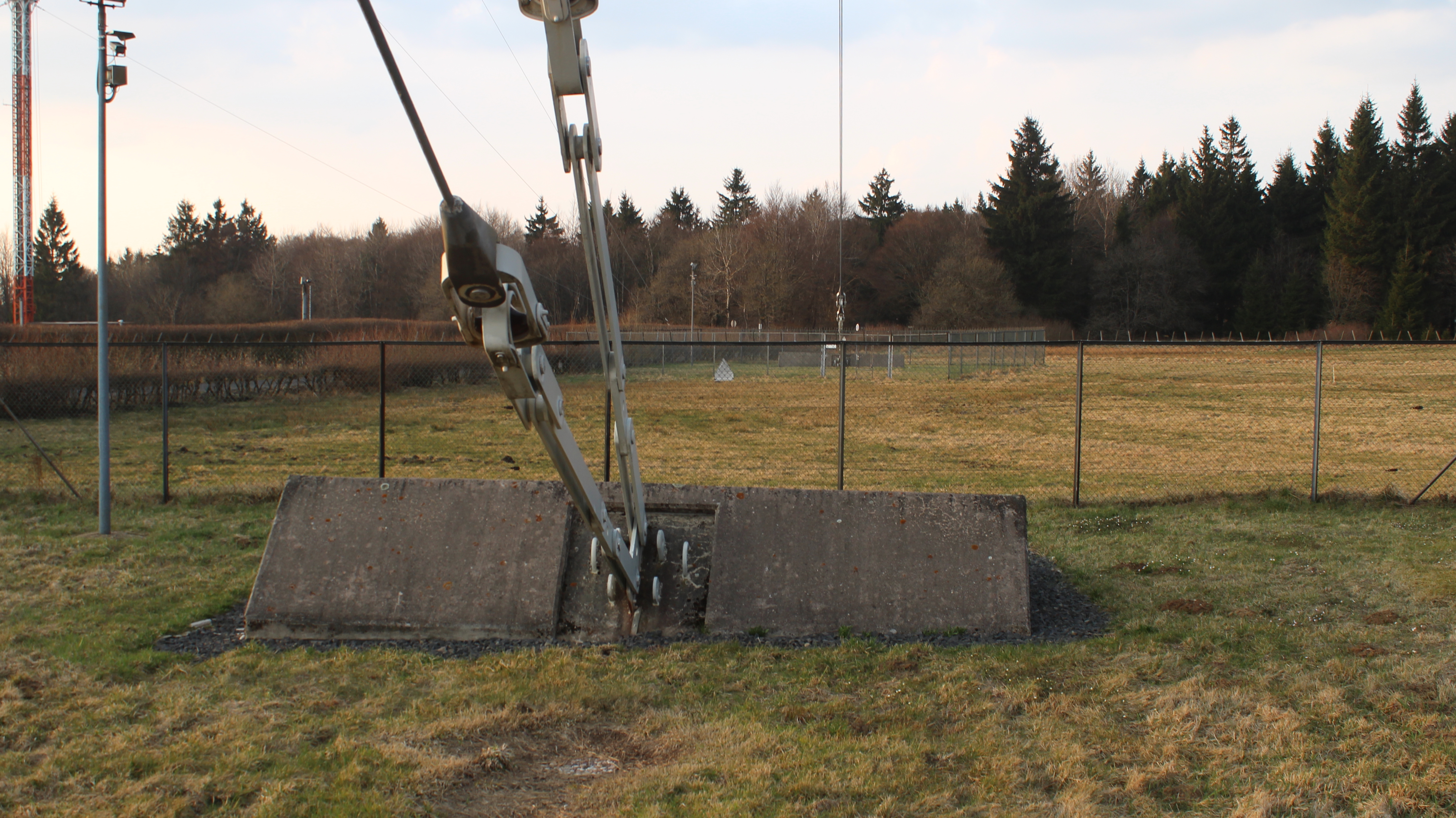
Abspannfundament für die beiden untersten Seile des UKW-/TV-Sendemasten
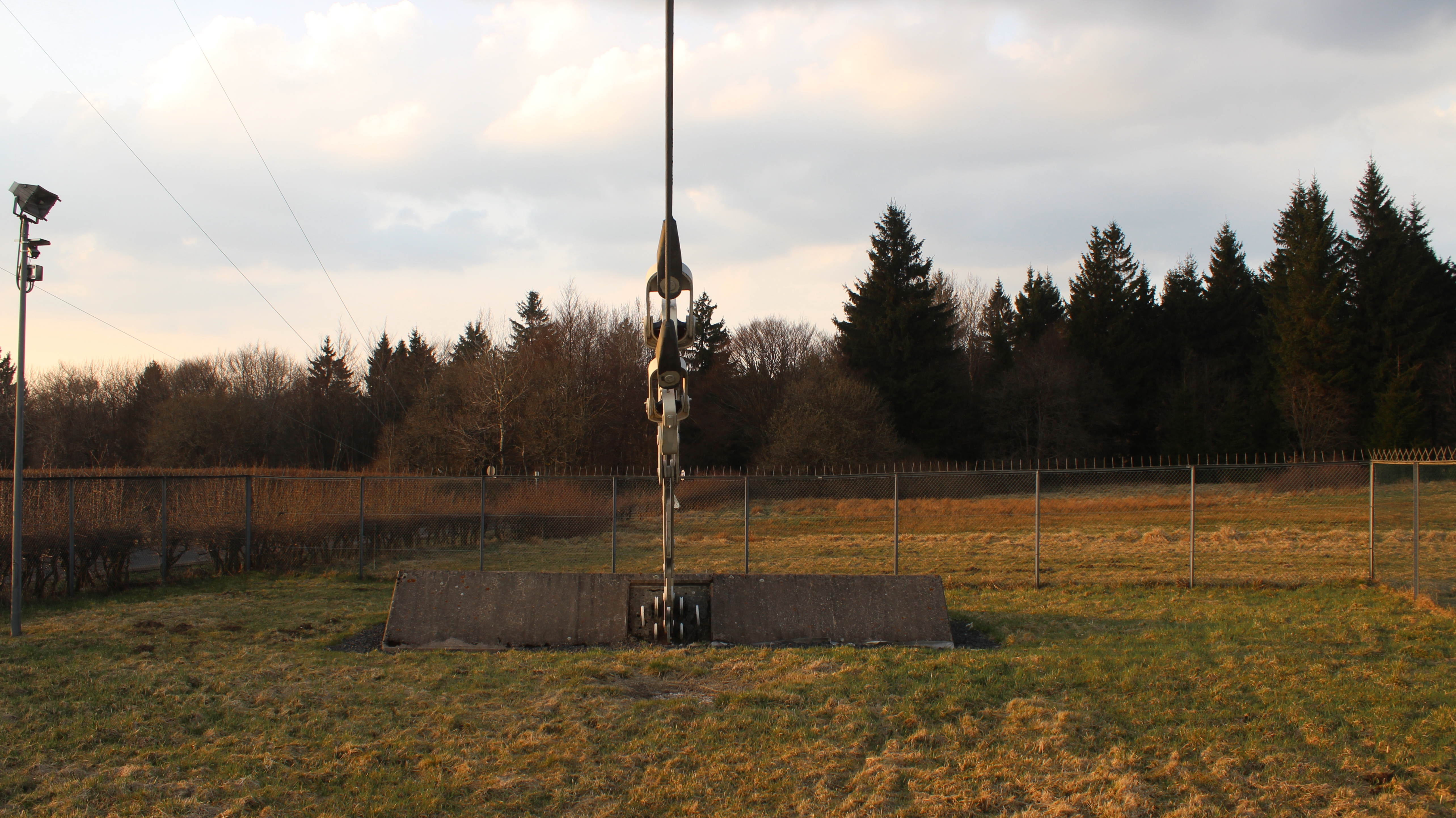
Abspannfundament für die beiden obersten Seile des UKW-/TV-Sendemasten
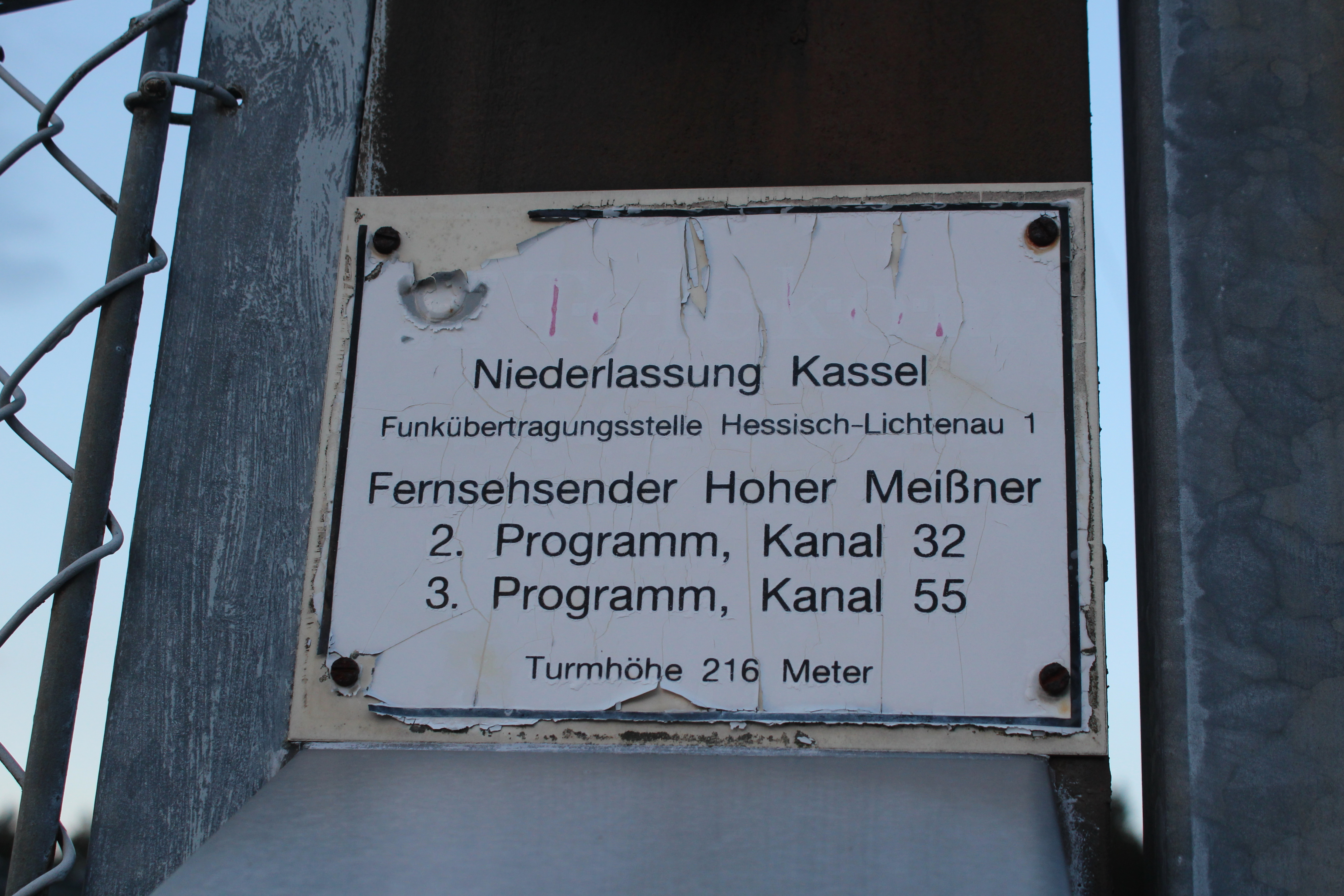
Informationstafel am Sendemast für UKW und TV
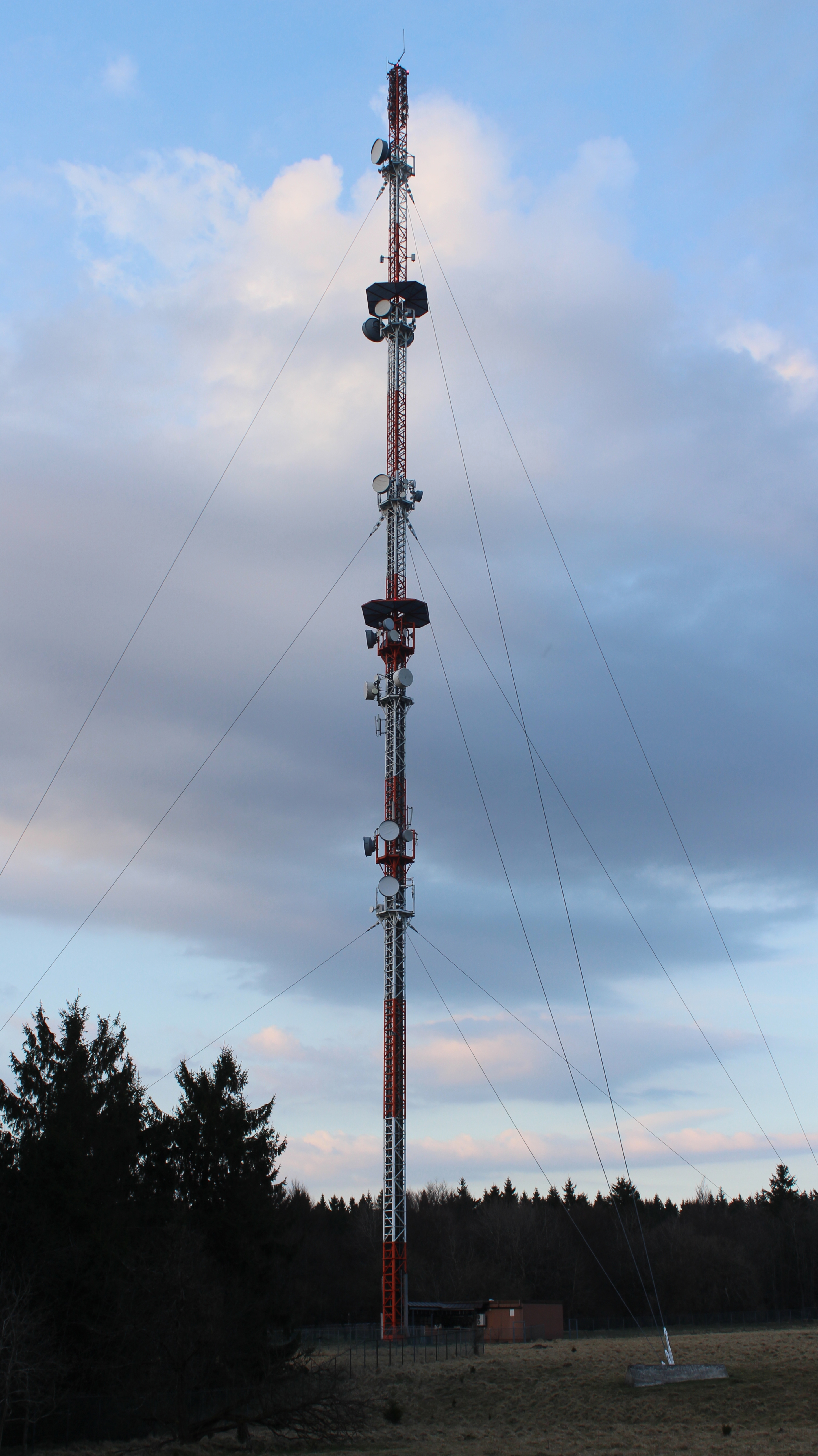
Richtfunkmast (ehemaliger Mittelwellensendemast) auf dem Hohen Meissner
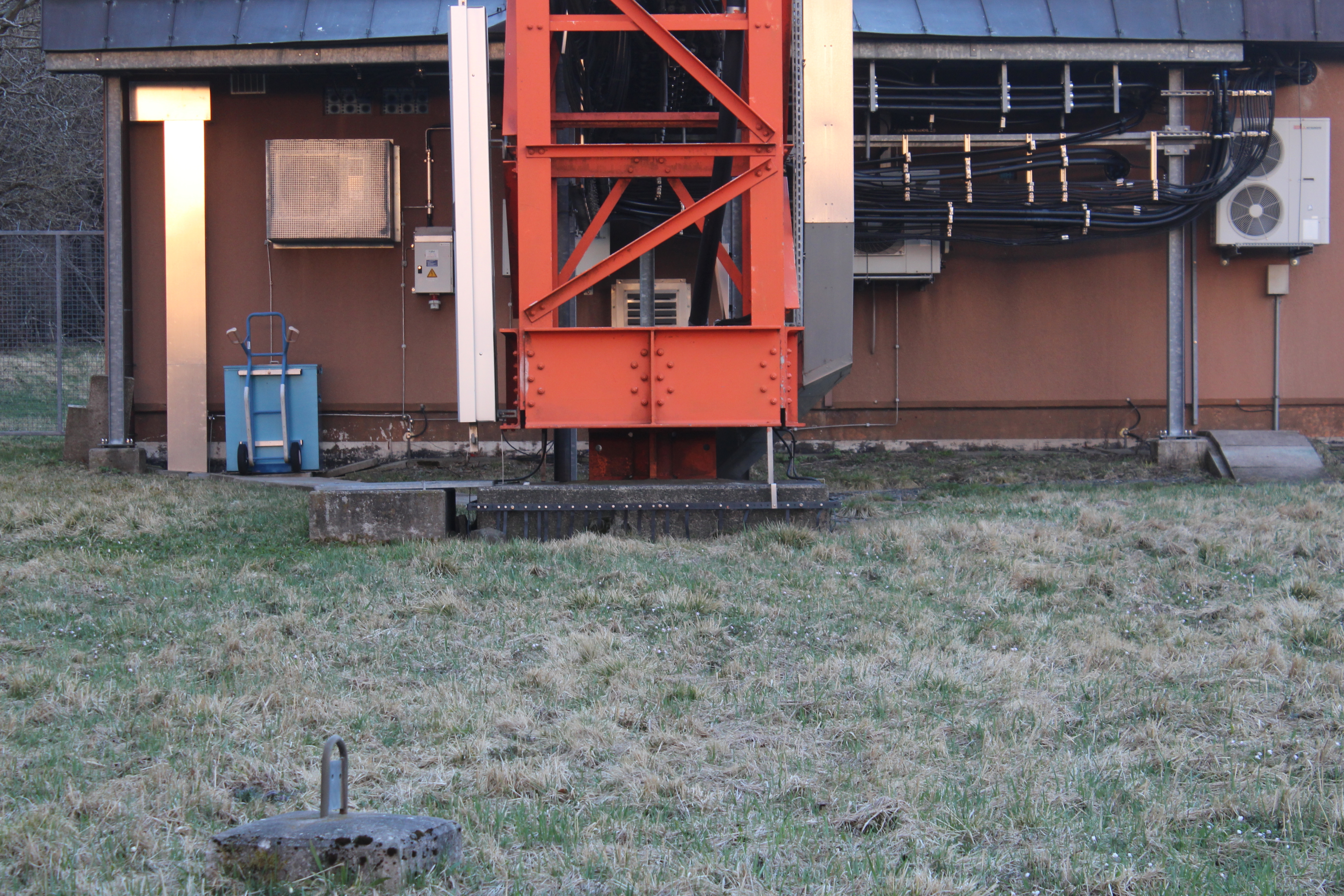
Fuß des Richtfunkmastes auf dem Hohen Meißner
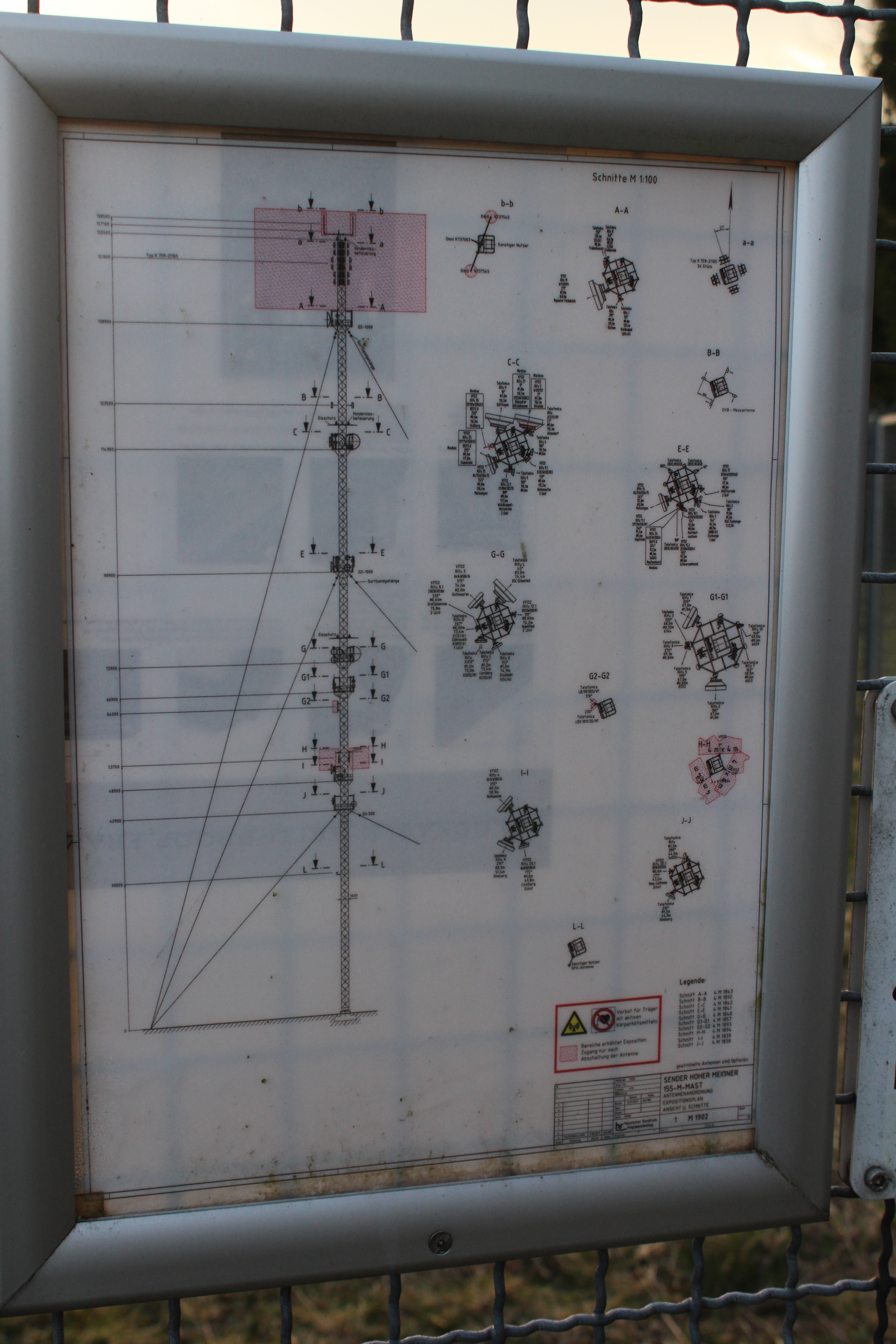
Plan des Richtfunkmastes auf dem Hohen Meißner
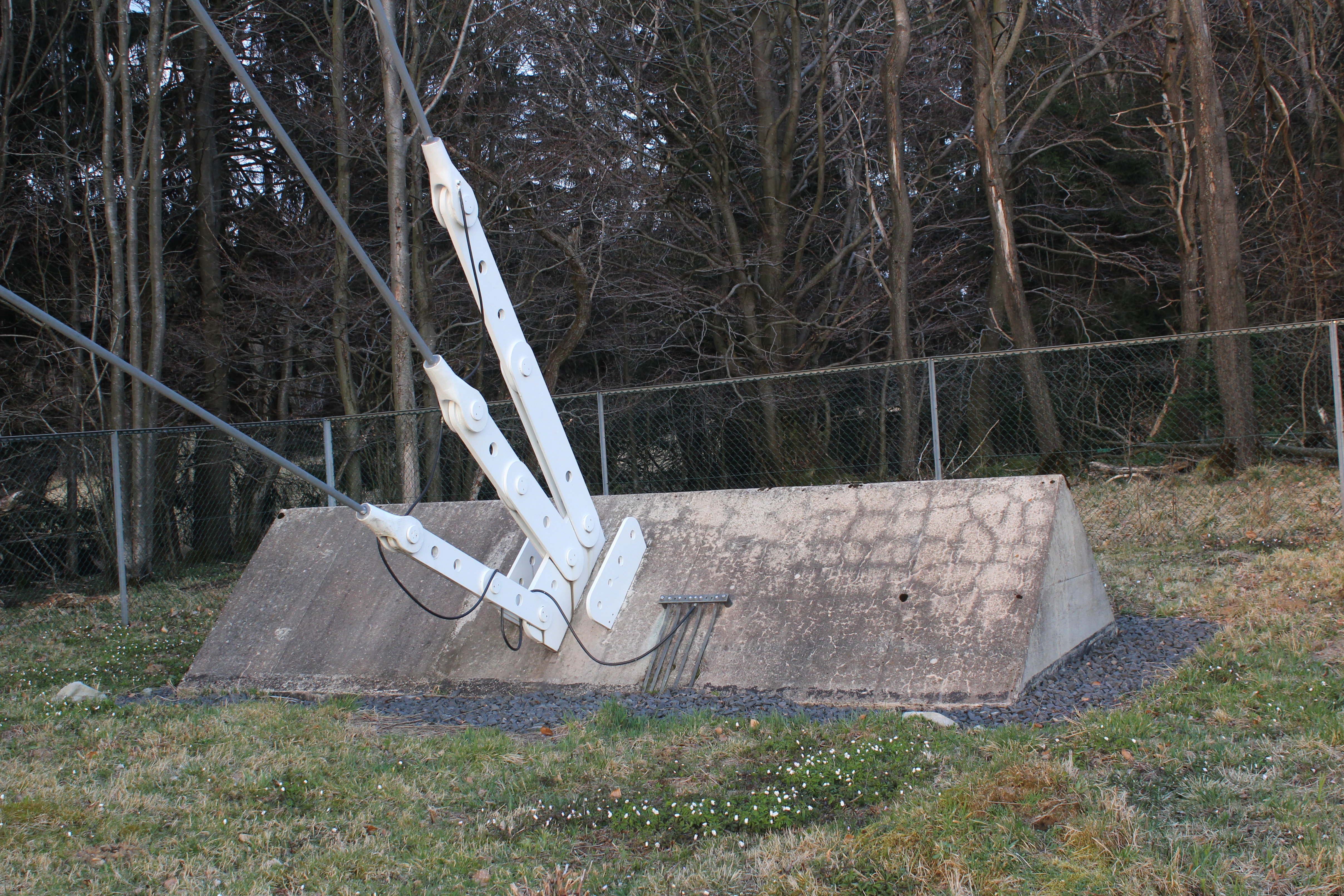
Abspannfundament des Richtfunkmastes auf dem Hohen Meißner
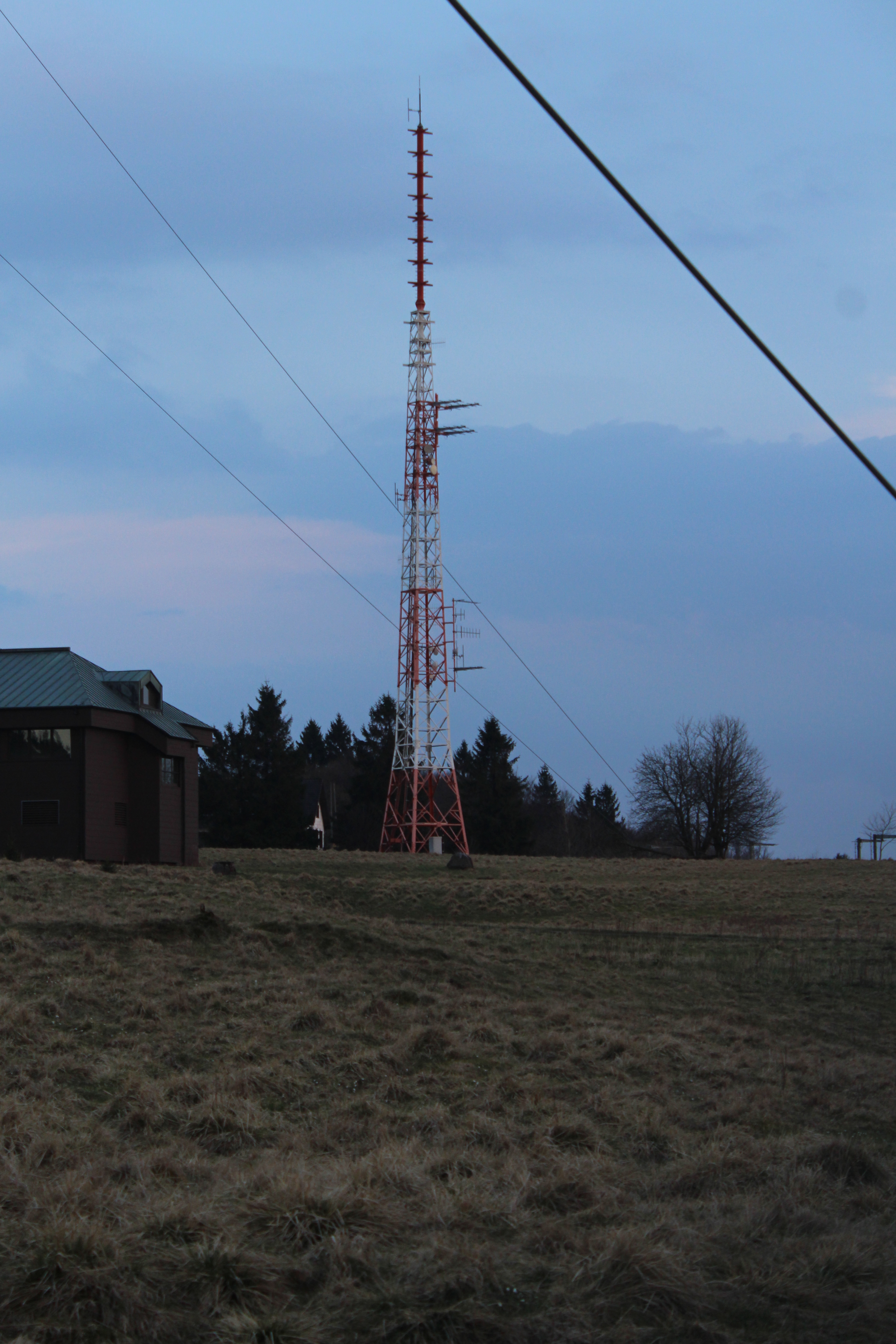
40 Meter Sendeturm auf dem hohen Meißner
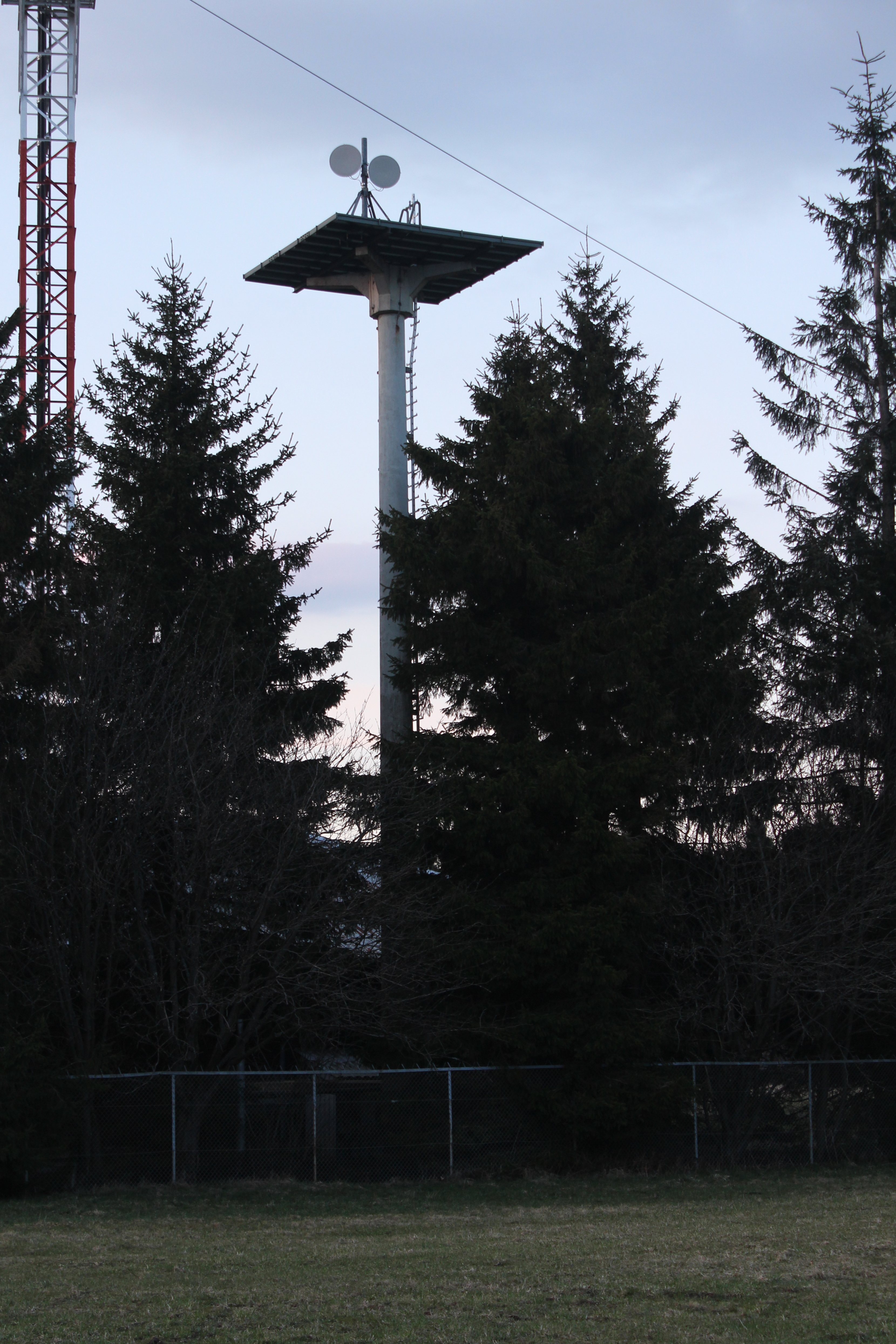
Richtfunkturm beim UKW-/TV-Sendemast

## Einstige militärische Funkanlagen in der Nähe
Auf dem Hohen Meißner existierten im Zweiten Weltkrieg (1939 bis 1945) und im Kalten Krieg (1945 bis 1990) und noch darüber hinaus verschiedene militärische Einrichtungen in der Nähe des Senders Hoher Meißner, ohne mit diesem in Verbindung zu stehen:
- Camp Freya: Auf dem Südteil des Meißner-Hochplateaus wurde im Bereich der heutigen Einrichtungen von Sendemasten, Skilift und Berggasthof Hoher Meißner in den Jahren 1937/38 eine später als Camp Freya bezeichnete Flugwetterstation mit mehreren militärischen Gebäuden errichtet, wo Messungen insbesondere für den damaligen Militärflugplatz in Eschwege durchgeführt wurden. Ab 1945 wurden die auch als Kaserne dienenden Gebäude von der US-Armee und nach zwischenzeitlicher Bundeswehr-Nutzung bis 1992 wieder von der US-Armee genutzt. Die Anlage wurde nach 6-jährigem Leerstand 1998 abgerissen.

- Melone: Nahe der Kasseler Kuppe errichtete die deutsche Wehrmacht im Zweiten Weltkrieg die Nachtjägerleitstation Melone mit mehreren Gebäuden und Radartürmen, die am 19. August 1943 in Betrieb genommen wurde und von der aus Fluglotsen Flugzeuge führten. Am 1. April 1945 wurde sie von der US-Armee übernommen und nach kurzer Nutzungsdauer abgebaut.

- Eloka-Stützpunkt: Ungefähr 300 m westlich des Schwalbenthals gab es nahe der Landesstraße 3241, die aus Richtung Schwalbenthal bzw. Stinksteinwand kommend in Richtung Meißnerhaus führt, während des Kalten Kriegs von 1948 bis 1992 auf rund 715 m Höhe zwei Abhöranlagen (eine von US-Armee und Bundeswehr gemeinschaftlich betriebene und eine vom Bundesnachrichtendienst; BND) mit mehreren Bauwerken, die in direkter Nachbarschaft zueinander standen.[7] Der zuletzt noch verbliebene Betonturm der Bundeswehr, der weithin sichtbare und etwa 80 m hohe Eloka-Turm (Volksmund: Meißner-Turm), wurde am 11. November 2002 gesprengt, nachdem sein Abriss jahrelang verschoben worden war. Bauschutt, Fundament und Turmstumpf sind noch vorhanden.

- Cola-Dose: Nahe der Kalbe existierte während des Kalten Kriegs die vom US-Militär 1953 gebaute Abhöranlage Cola-Dose, die aus einem Gebäude mit kleinem Turm und Baracken bestand und aus einer vom US-Militär betriebenen mobilen Abhöranlage hervorging. Später wurde sie vom Bundesnachrichtendienst übernommen, um den Funkverkehr der Staaten des Warschauer Pakts abzuhören. Die Gebäude, die als Bundesstelle für Fernmeldestatistik getarnt waren, wurden im Dezember 1995 abgerissen.